# Abdeljalil El Kabbaj
Abdeljalil El Kabbaj (عبد الجليل القباج), né à Rabat le 2 novembre 1905, est un homme politique marocain. Il est l’un des signataires du Manifeste de l'indépendance en 1944. Il a également occupé la tête du journal marocain en langue arabe Al Alam dès sa création en 1946, devenant ainsi son premier directeur, en plus d'être son fondateur.
Il est considéré comme l'un des nationalistes les plus éminents ayant combattu pour l'indépendance du Maroc, d'abord dans les rangs du Parti national puis du Parti de l'Istiqlal.